# Mic Michaeli
Mic Michaeli, all'anagrafe Gunnar Mathias Michaeli (Stoccolma, 11 novembre 1962), è un tastierista svedese.
È il tastierista degli Europe.

## Biografia
Come molti altri membri degli Europe anche lui è cresciuto ad Upplands Väsby, sobborgo a nord di Stoccolma. Entrò nella band nel 1984, prendendo il posto di Joey Tempest alle tastiere.
Michaeli è stato anche collaboratore assieme a Tempest di molte canzoni degli Europe; la canzone più famosa che lui ha scritto è proprio Carrie, dall'album The Final Countdown. La canzone è stata scritta anche da Tempest, ed è stata la hit più gettonata negli Stati Uniti, arrivando alla terza posizione nel Billboard Hot 100 chart.
Dopo che gli Europe si sciolsero nel 1992, Michaeli registrò diversi album e partecipò a diversi tour con gruppi quali Brazen Abbot, Last Autumn's Dream, e con l'ex cantante dei Deep Purple e Black Sabbath, Glenn Hughes. È stato anche il compositore di alcuni pezzi dell'album omonimo di Joey Tempest, uscito nel 2002. Con la riunione degli Europe nel 2004 ha ripreso il suo ruolo di tastierista del gruppo.

## Discografia

### Con gli Europe
- 1986 - The Final Countdown
- 1988 - Out of This World
- 1991 - Prisoners in Paradise
- 2004 - Start from the Dark
- 2006 - Secret Society
- 2008 - Almost Unplugged
- 2009 - Last look at Eden
- 2012 - Bag of Bones
- 2015 - War of Kings
- 2017 - Walk the Earth

### Tone Norum
- 1986 - One of a Kind

### Glenn Hughes
- 1994 - From Now On...
- 1994 - Burning Japan Live

### Brazen Abbot
- 1996 - Live and Learn
- 1997 - Eye of the Storm
- 1998 - Bad Religion
- 2003 - Guilty as Sin

### Thore Skogman
- 1998 - Än Är Det Drag

### Nikolo Kocev
- 2001 - Nikolo Kotzev's Nostradamus

### Last Autumn's Dream
- 2003 - Last Autumn's Dream